# Doedelzak

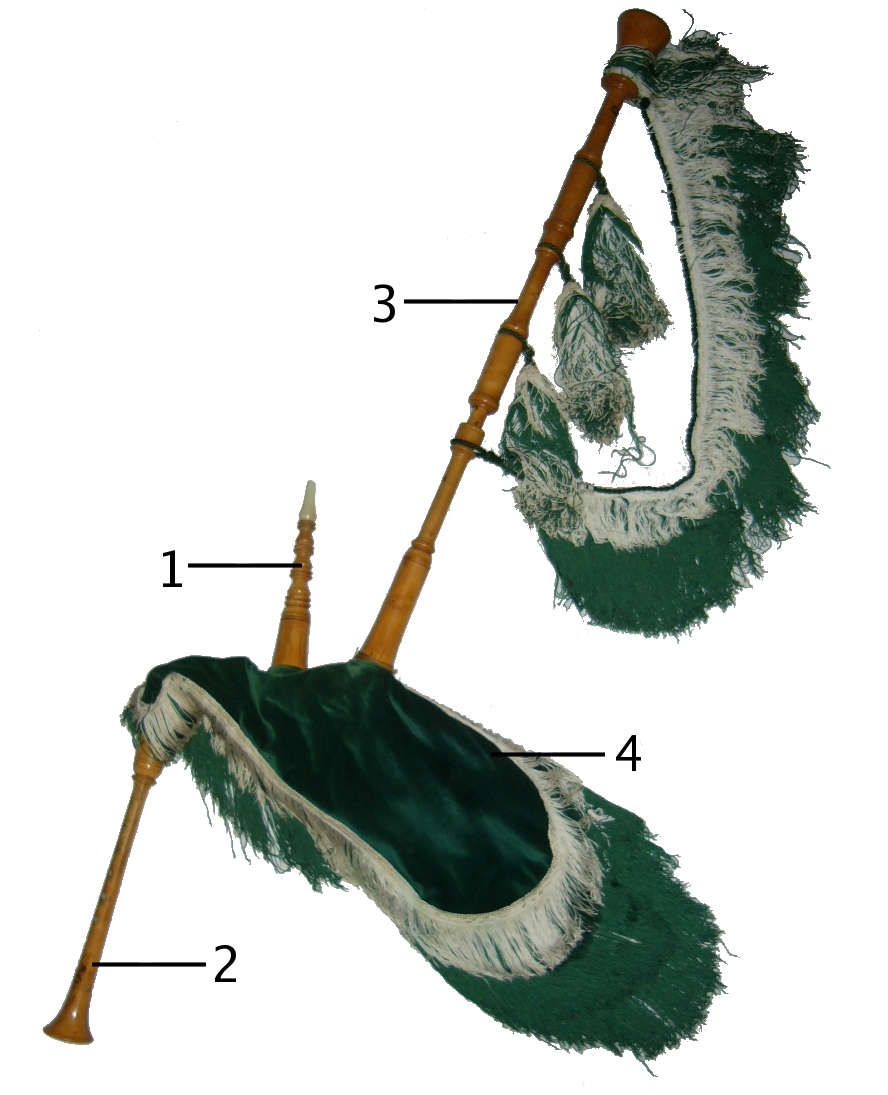
Asturische doedelzak (gaida)
1: blaaspijp, 2: melodiepijp, 3: bourdonpijp, 4: luchtkamer

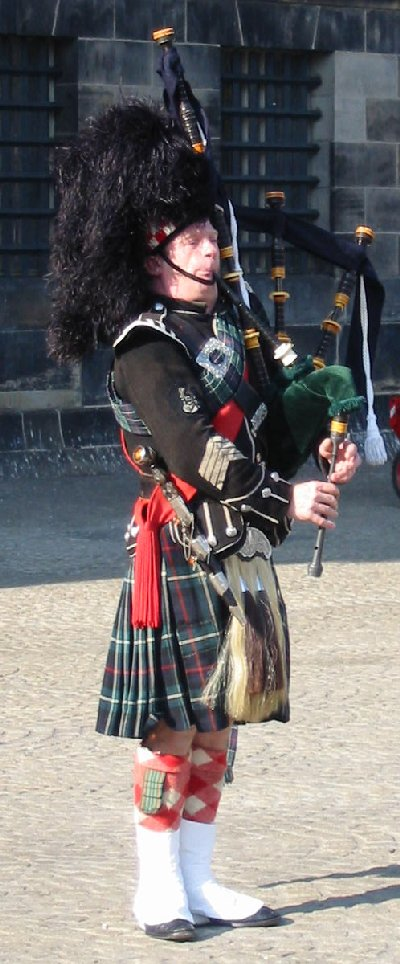
Doedelzakspeler met highland pipes

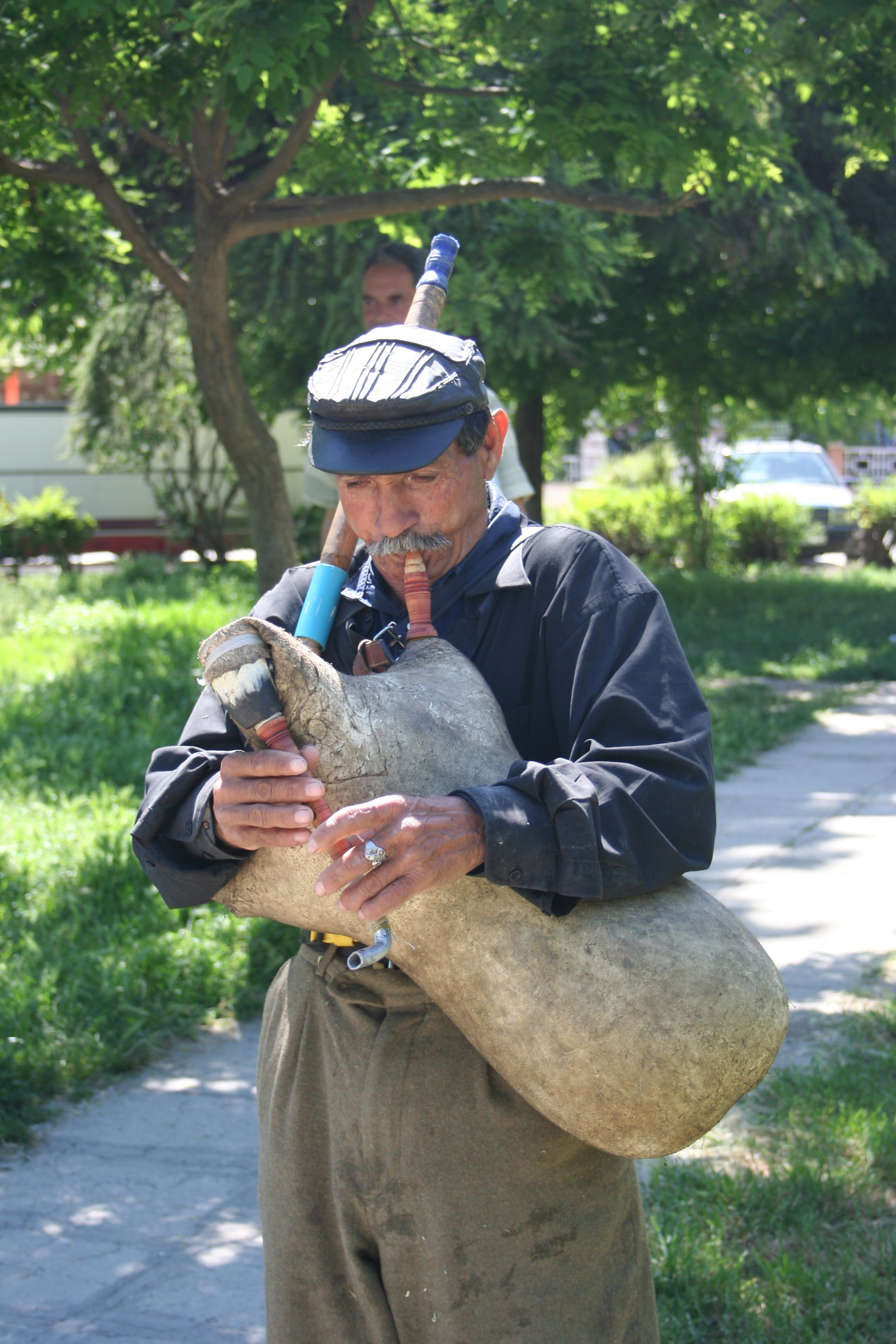
Doedelzakspeler met gaida

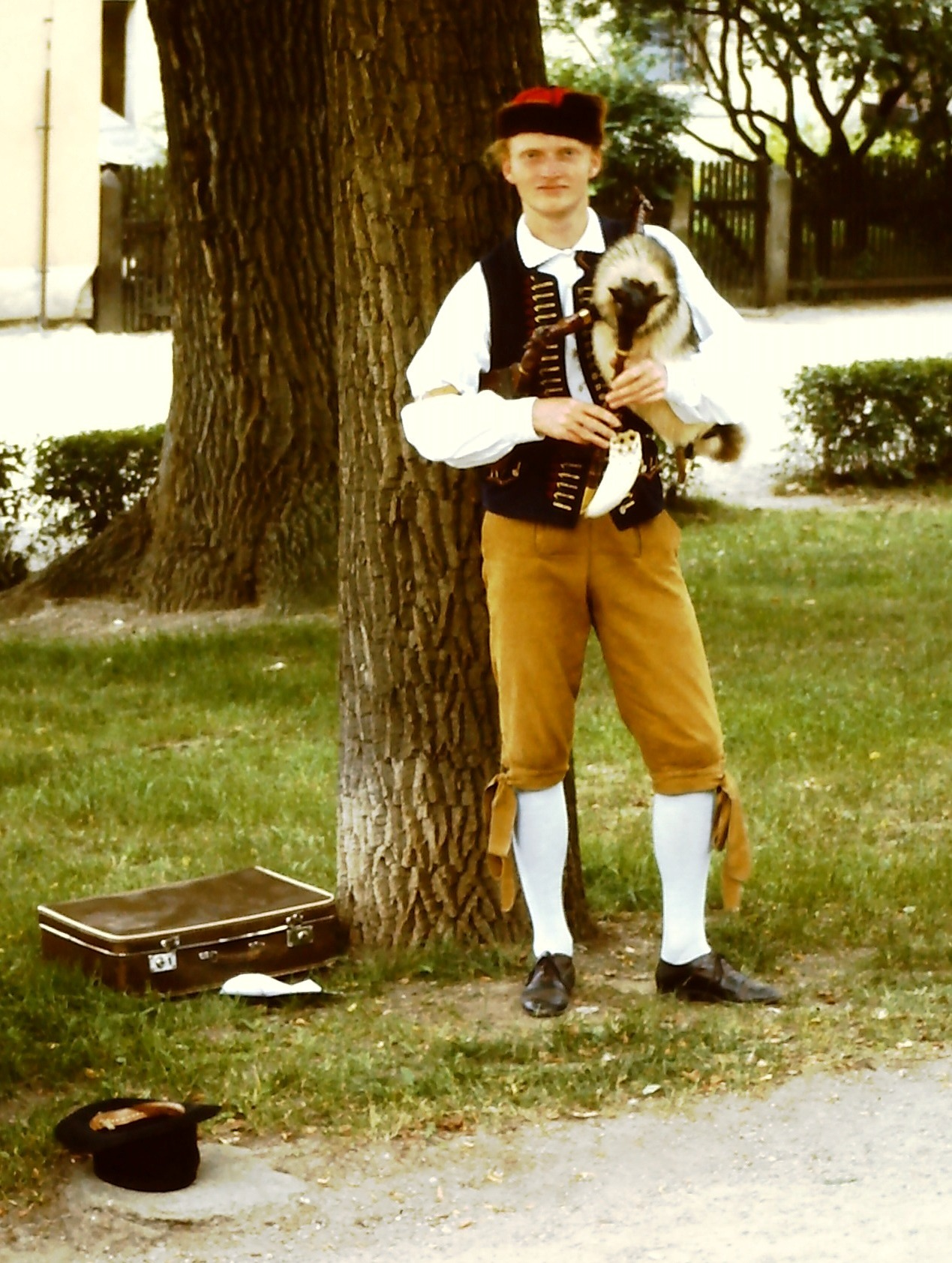
Doedelzak met blaasbalg-luchtvoorziening in Zuid Bohemen

Een doedelzak is een vorm van een blaasinstrument, in de familie van houtblazers.
De doedelzak is een rietinstrument waarbij het riet indirect bespeeld wordt via een luchtkamer (de zak) en dus niet met de lippen of tong aangeraakt wordt. Zowel enkele als dubbele rieten worden toegepast. De luchtkamer maakt het mogelijk om een continue luchtstroom te creëren, waardoor de klank niet door ademhalen hoeft te worden onderbroken. Doedelzakken  bestaan in vele vormen en zijn eerder een familie van muziekinstrumenten dan een enkel instrument. 
Een doedelzak bestaat meestal uit een aantal vaste onderdelen:
1. Een aanblaaspijp
2. De melodiepijp, de "fluit" waarmee de bespeler de melodie doet klinken
3. Een bourdonpijp, die een vaste grondtoon produceert. Sommige doedelzakken hebben meerdere bourdonpijpen.
4. Een luchtzak

## Geschiedenis
Vermoed wordt dat het instrument ca. 2000 v.Chr. is ontstaan in de regio India, Pakistan en Iran en vervolgens door de tochten van Alexander de Grote naar het westen is gebracht. Doedelzakken kwamen al voor in het oude Egypte en Turkije en hebben zich in de Romeinse tijd over geheel Europa verspreid. In Duitsland, Schotland, Ierland, Galicië en Asturië (Spanje) en Servië en Albanië zijn ze in de loop der eeuwen een onderdeel van de cultuur geworden.

## Lokale vormen
Tot 1900 had vrijwel iedere landstreek in Europa zijn eigen lokale versie van het instrument, soms zelfs meer dan een. In de tijd van urbanisatie en industrialisatie zijn echter veel vormen in onbruik geraakt. Enige voorbeelden van nog bestaande doedelzakken in Europa:
- Bock, Hümmelchen (Duitsland, Bohemen)
- Gaida (Balkan)
- Gaita (Cantabrië, Asturië, Galicië, Catalonië, Zamora, Portugal)
- Highland pipes, small pipes (Schotland, Engeland)
- Muchosa (provincie Henegouwen en aangrenzend Frankrijk)
- Musette, cornemuse, veuze, cabret, boa, chabret, grande bourbonnais, biniou (Frankrijk)
- Northumbrian smallpipes (Schotland, Noord-Engeland)
- Pijpzak (Vlaanderen, Nederland)
- Säckpipa (Zweden)
- Sackpfiffe (Zwitserland)
- Torupill (Estland)
- Tulum (Pontus, Lazistan, Kaukasus)
- Uilleann pipes (Ierland)
- Zampogna (Sicilië)

De bekendste vorm is waarschijnlijk de Schotse (highland) doedelzak, hoewel dit eigenlijk een buitenbeentje is. Het is een bijzonder luid instrument dat van oorsprong bedoeld is voor het slagveld, met een beperkte toonomvang van één octaaf plus één noot. Er bestaan zelfs orkesten die uit Schotse doedelzakken bestaan, aangevuld met slagwerk. Deze worden pipebands genoemd.
De Ierse doedelzak daarentegen is een minder snerpend instrument dat geschikt is voor samenspel met fluit, viool, banjo enz. en dat een bereik heeft van twee octaven inclusief halve toonafstanden.

## Speeltechniek
De doedelzak wordt tot klinken gebracht door de zak op te blazen. Als de bespeler moet inademen wordt voorkomen dat de zak door de blaaspijp weer leegloopt met hetzij een terugslagventiel, hetzij door de blaaspijp met de tong dicht te houden. De druk wordt op de zak gehouden door de arm er tegenaan te drukken.
Het aanblazen van de lucht gebeurt bij sommige types door middel van een blaasbalg die met de elleboog wordt bediend, zoals bij de Ierse uilleann pipes en de Northumbrian smallpipes.
Bijna alle doedelzakken maken gebruik van een of meer bourdons. De speelpijp heeft meestal slechts een beperkte omvang (vaak niet meer dan een octaaf of none) en is vaak slechts in een diatonische toonladder te spelen. Dit betekent dat in de westerse muziektraditie het instrument na de baroktijd geheel verbannen is naar de volksmuziek, omdat het niet tot modulaties in staat is. Omdat de bourdons altijd een vast akkoord spelen, zouden tonen die niet in die toonladder passen ook vals klinken. Onder meer de Franse cornemuse en musette en met name de Ierse uilleann pipes hebben minder beperkingen en zijn ook chromatisch te bespelen. In de Franse barok treft men muziekstukken aan die musette heten en deze werden gecomponeerd door componisten aan het hof van onder anderen Lodewijk XIV en XV. In die tijd is de musette, evenals de draailier, bijzonder populair geweest, alvorens de doedelzak weer verviel tot de oude status van bedelinstrument. De Ierse uilleann pipes is echter een rechtstreekse voortzetting van de met de Franse musette in gang gezette vernieuwing van repertoire en instrumentarium.
Een kenmerk van de doedelzak is dat de toonproductie niet (of maar met grote moeite) stopgezet kan worden. Bij de uilleann pipes die zittend gespeeld worden, kan men alle vingergaten afdekken en de pijp op de knie stoppen, maar dit kan zeker niet bij iedere toon. Articulatie bij alle doedelzakken moet daarom met de vingers geschieden door middel van snelle voorslagen. Hierbij wordt de illusie van een onderbreking van de toon opgewekt door snel een vinger boven de actieve vinger even op te lichten of een vinger eronder even aan te tippen. Ook kan de suggestie van staccato worden bereikt door terug te spelen op een grondtoon die ook door de bourdon wordt voortgebracht, zodat de illusie van een niet-hoorbare toon (dus stilte) ontstaat. Vooral in de Schotse stijlen, zowel serieuze (pìobaireachd) als lichtere, zijn bijzonder ingewikkelde (en technisch veeleisende) opeenstapelingen van voorslagen in zwang die eigen benamingen hebben gekregen. In de Franse en Ierse stijl is daarentegen ook aandacht voor lyrische elementen. Vibrato en glissando bijvoorbeeld worden in de Franse en Ierse stijl zeer veel, en in de Schotse stijl vrijwel niet gebruikt.

## Doedelzak in de kunst

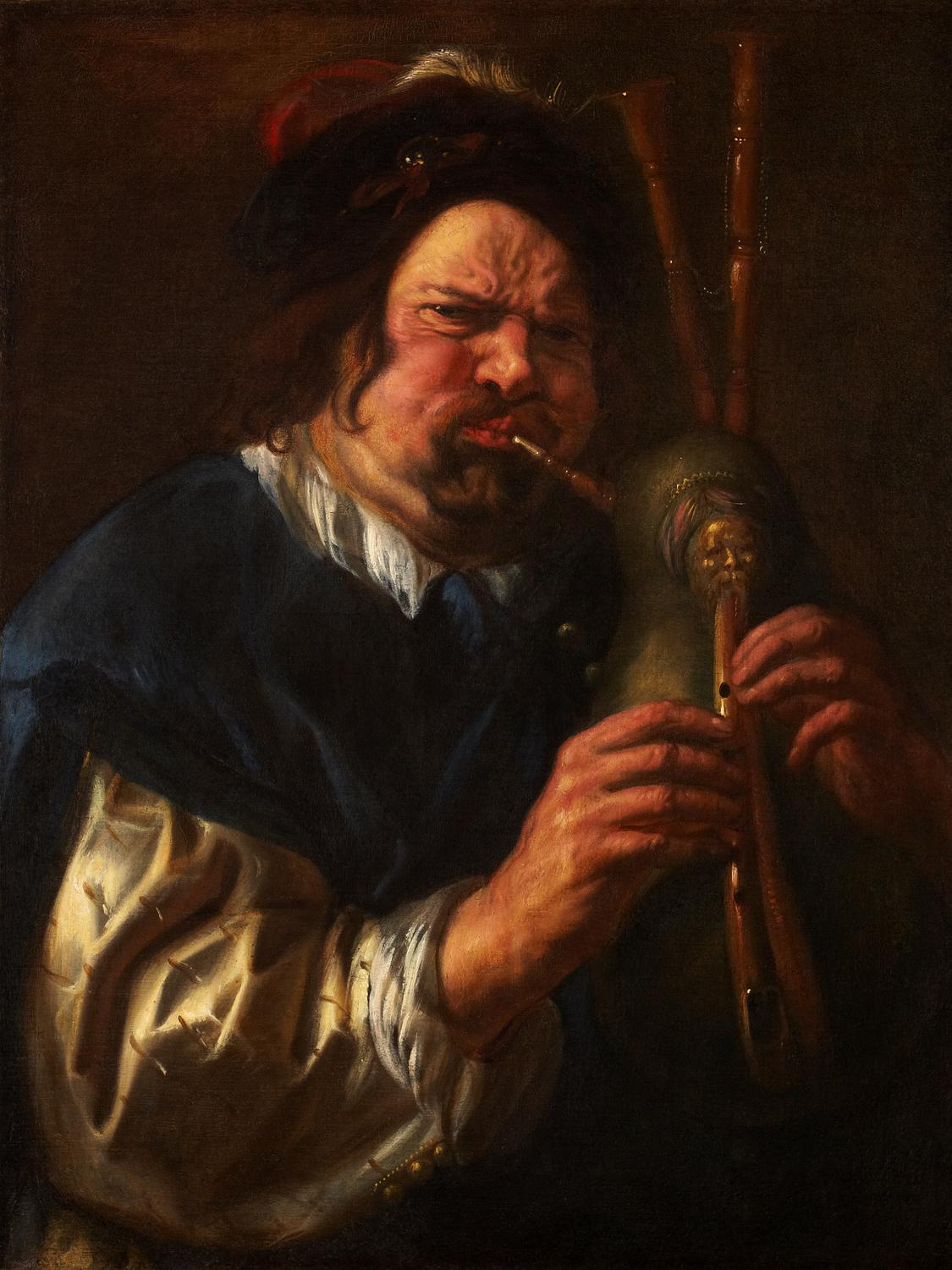
De doedelzakspeler, schilderij van Jacob Jordaens (17e eeuw)
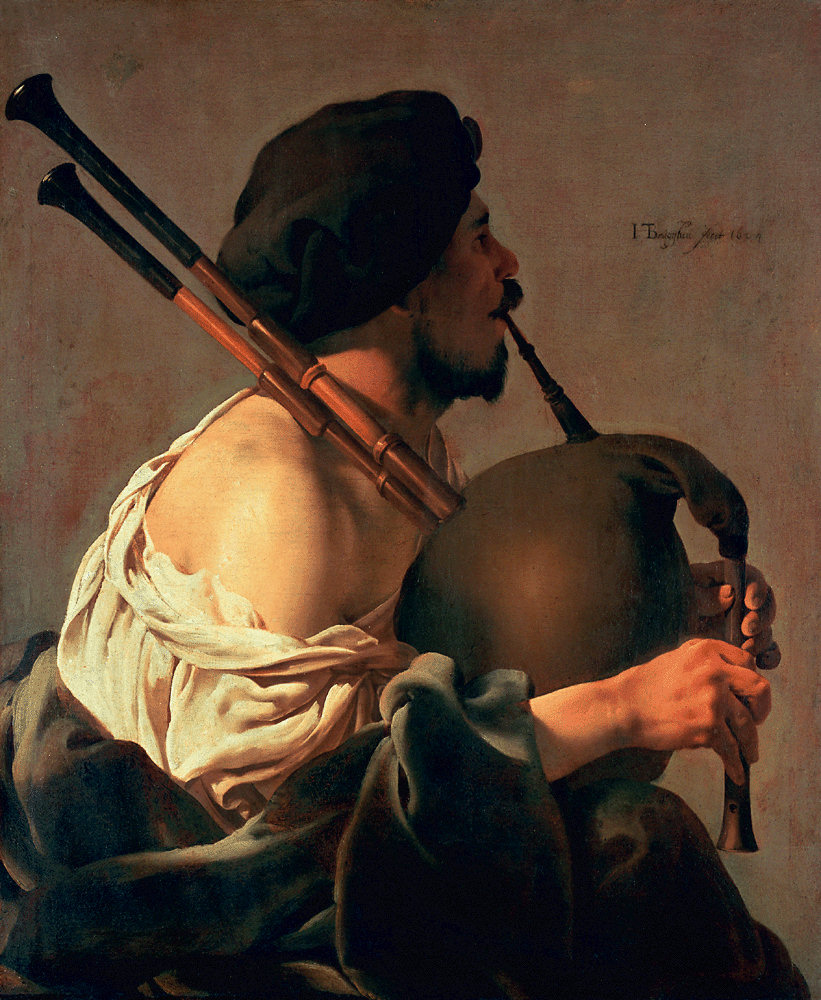
De doedelzakspeler, schilderij van Hendrick ter Brugghen (1624)
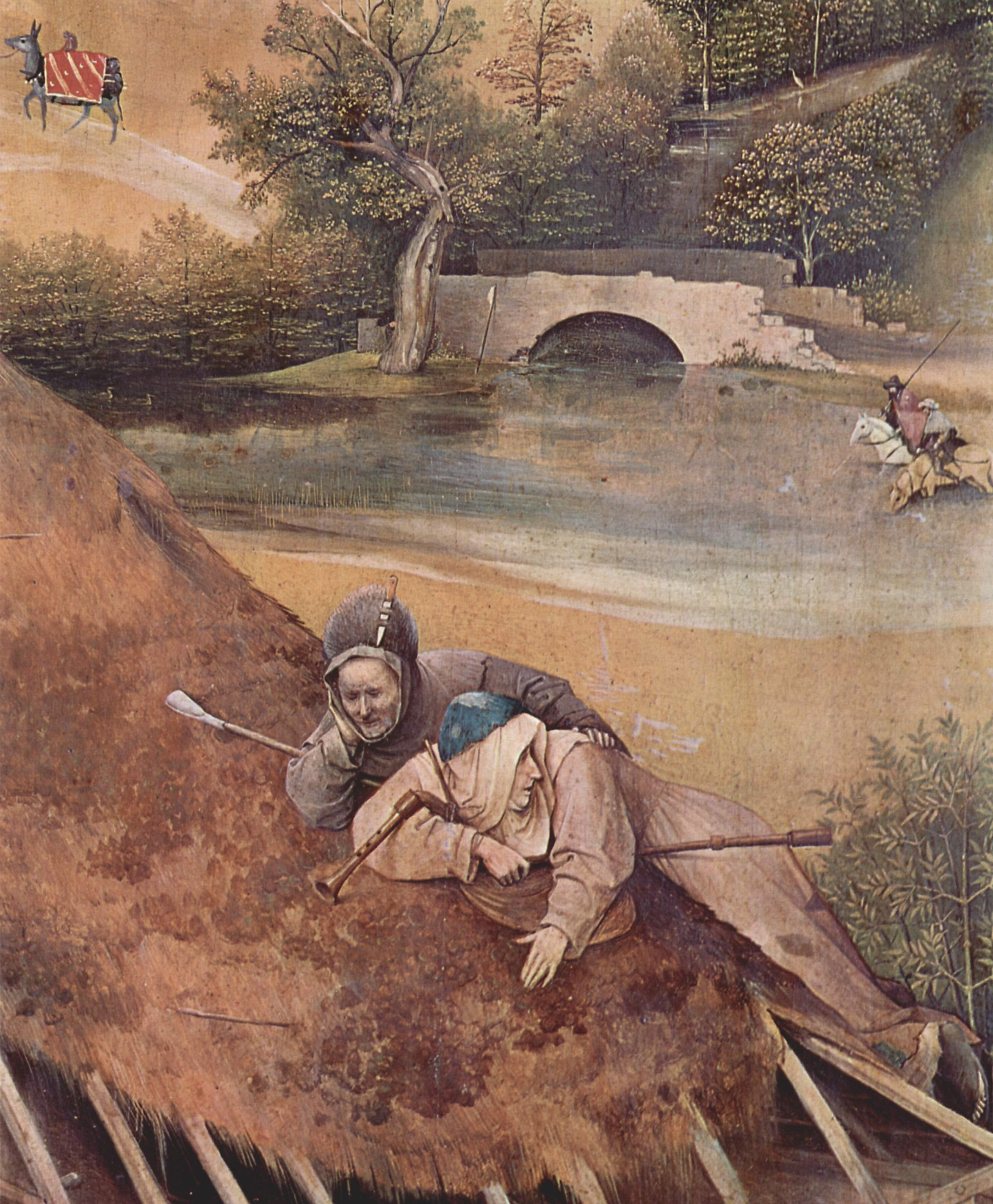
Schilderij van Jeroen Bosch